# Epilobium mexicanum
Epilobium mexicanum är en dunörtsväxtart som beskrevs av José Mariano Mociño, Amp; Sesse och Dc.. Epilobium mexicanum ingår i släktet dunörter, och familjen dunörtsväxter. Inga underarter finns listade i Catalogue of Life.